# Кенц-Кюстров
Кенц-Кюстров (нем. Kenz-Küstrow) — община в Германии, в земле Мекленбург-Передняя Померания.
Входит в состав района Северная Передняя Померания. Подчиняется управлению Барт.  Население составляет 530 человек (на 31 декабря 2010 года). Занимает площадь 17,23 км².